# (Can't Get My) Head Around You
(Can't Get My) Head Around You è un singolo della band punk Offspring. È stato pubblicato sul loro album del 2003, Splinter.
Ha raggiunto la posizione numero 6 nella classifica Billboard Modern Rock Tracks.

## Tracce
1. (Can't Get My) Head Around You
2. Come Out and Play (Live)
3. Gotta Get Away (Live)
4. The Kids Aren't Alright (BBC Radio 1 Session)

## Video
Il videoclip mostra la band suonare dentro una cupola con luci fosforescenti registrati da oltre 125 videocamere.
Il sito web della band definisce questo videoclip come definitivo.
Si tratta del primo video musicale in cui si vede Atom Willard suonare la batteria.

## Composizione
La canzone alterna diverse distorsioni di chitarra, sia leggere sia più pesanti.

## Formazione
- Dexter Holland - voce e chitarra
- Noodles - chitarra e cori
- Greg K - basso e cori
- Atom Willard - batteria (live e video)
- Josh Freese - batteria (studio)

## Classifiche
| Classifica (2004)             | Posizione massima |
| ----------------------------- | ----------------- |
| Regno Unito                   | 48                |
| Regno Unito (rock & metal)    | 5                 |
| Stati Uniti (alternative)     | 6                 |
| Stati Uniti (mainstream rock) | 16                |